# Градска џамија у Козарској Дубици
 Градска џамија у Козарској Дубици је џамија која се налази у центру истоимене општине. Помиње се у 18. веку, срушена је током Рата у Босни и Херцеговини, а обновљена и отворена 10. августа 2003. године. Од 2003. године води се као Национални споменик Босне и Херцеговине.

## Историјат
Тарих и вакуфнама оснивача џамије нису сачувани. Прво помињање Козарске Дубице везано је за 1528. године под називом „Каструм”, који је био главни град Дубичке жупаније. Град је пао под османску власт 1528. године, а у једном опису из треће декаде 17. века, Дубица се помиње као град мале важности са десетак кућа у центру и четрдесетак у околини.
Године 1788. аустријска војска заузела је Дубицу, која је тада према опису имала неколико кућа и џамију. На основу цртежа закључено је да се ради о данашњој џамији, а на основу детаљних података о дубичким капетанима може да се претпостави да је Градска џамија била обновљена на прелазу између краја 18. и почетком 19. века. Џамија је срушена током Рата у Босни и Херцеговини, а обновљена 2003. године.

## Опис џамије
Пре рушења, објекат је био спољних габаритних димензија 11 х 17 м, имао је два појаса прозорских отвора и био зидан од цигле аустријског формата, док је спољна фасада џамије била малтерисана. Била је покривена четвероводним кровом, дрвени минарет био је постављен на десном крају уз северозападни фасадни зид. Уз северозападну улазну фасаду џамије је био дозидан затворени трем висине приземне етаже, у чијем десном углу је била абдестхана.
Трем џамије дозидан је око 1970. године, а у исто време саграђен је и нови минарет шеснаестоугаоног пресека. Према статистичким показатељима о џамијама из 1933. године објављеним у Гласнику Врховног верског старешинства Исламске верске заједнице, првобитни минарет је био дрвен. На фасадама џамије прозорски отвори били су постављени у два низа, на дужим бочним фасадама било је постављено по пет прозорских отвора, на михрабском зиду по четири у горњем и доњем појасу, док су на улазној фасади у горњем појасу била постављена четири прозорска отвора, а у доњем појасу три прозора и улазна врата. Сви прозори су били изведени са полукружним завршецима, једино су прозори горњег појаса на улазном затвореном трему имали правоугаону форму. У харему северно од џамије у основи улаза налазио се шадрван, а на делу парцеле западно од верског објекта налазило се око тридесет нишана.
Џамија је срушена 1992. године, а на позицији где се налазила стара, направљена је нова димензија 11,10 х 17,20 м. Нови објекат задржао је пропорције исте као срушени, а то се пре свега односи на хоризонталне и вертикалне габарите џамијске зграде, облик и форму крова, пропорције прозорских отвора, њихов ритам и распоред. Одступања су видљива код минарета, а нису пронађени никакви подаци о томе какав је био мобилијар и унутрашњи изглед старе џамије, па се нови не може упоредити са њим.
Пројекат нове џамије урадило је Услужно прометно предузеће „Инжењеринг Градишка” у октобру 2002. године. Цео простор харема џамије ограђен је металном оградом, а на западном делу парцеле нису видљиви остаци нишана.